# Hazugságok hálója
A Hazugságok hálója (eredeti címén: Body of Lies) egy 2008-ban bemutatott politikai akcióthriller a négyszeresen Oscar-díjra jelölt Ridley Scott rendezésében, mely David Ignatius azonos évben és címmel megjelent regényének filmadaptációja.
A film főszerepében egy fiatal amerikai CIA-ügynököt vonultat fel, Roger Ferrist, akinek feladata felkutatni és elkapni a nyugati világot terrortámadásaival rettegésben tartó Al-Saleem terroristavezért. Az amerikai ügynöknek a siker fejében szövetkezni kell a Jordán Hírszerzés fejével, Hani Salaammal. Ferris egyre inkább tiszteli és szimpatizálni kezd az arab hírszerzési módszereivel, ám hamarosan két tűz közé kerül Amerikából irányító főnöke, Ed Hoffman sürgető követelményei, valamint a terepen tapasztalt Hani pasa módszerei között. A terrortámadások száma egyre nő, az idő sürget, és Ferris hamar megtanulja, hogy hiába az ultramodern technika, nem számíthat segítségre a több ezer kilométerre lévő CIA-tól, csupán Hanitól, aki testközelből ismeri a terepet és a terrorizmust.
A főszerepekben Leonardo DiCaprio, Russell Crowe és Mark Strong láthatóak.

## Cselekménye
Az amerikai hírszerzés ifjú, ígéretes tehetsége, Roger Ferris ügynök (Leonardo DiCaprio) egy Al-Saleem nevű terroristavezér nyomában van Irakban, aki Európa szerte robbantásos merényletekkel terrorizálja a civil lakosságot. Ám egy akció balul üt ki, arab társát megölik, őt magát pedig az utolsó pillanatban menti ki a CIA helyi bázisának helikoptere. Sérüléseiből alig felgyógyulva főnöke, az CIA amerikai Langley-i Hírszerzési Iroda feje, Edward Hoffman (Russell Crowe) a Ferris által frissen szerzett információk alapján máris Ammanba küldi őt, hogy ott folytassa a hajtóvadászatot. A fiatal ügynök kerül a helyi amerikai hírszerzés élére, ahol első dolgaként szövetséget ajánl valamint segítséget és embereket kér a Jordániai Titkosszolgálat vezetőjétől, a jómodorú ám hírhedt Hani Salaamtól (Mark Strong). Ferris hamar rájön, hogy a modorában és viselkedésében nyugatias és elbűvölő úriember eleganciája ellenére nem ismer kegyelmet, ha a terrorelhárításról van szó, és nem tanácsos vele ujjat húzni. A helyi hírszerzés „királyaként” Hani nem hagyja – Ed Hoffman nagy bosszúságára –, hogy az amerikaiak nyomást gyakoroljanak rá; a maga módszereivel dolgozik, és Ferrisnek hamar nyilvánvaló lesz, hogy itt a terepen nem úgy működnek a dolgok, ahogyan azt főnöke az Államokból szeretné. Hoffman türelmetlen eredményorientáltságától fűtve helyi ügynökei lévén többször is beavatkozik az akcióba, keresztbe téve ezzel Ferrisnek – és Haninak is. Az ifjú ügynök így két tűz közé kerül a két titkosszolgálati veterán között, és hiába tiszteli mélyen Hanit és kedveli meg hírszerzői módszereit, egy – Hoffman beavatkozása miatt – kudarcba fulladt végzetes akció után bimbódzó barátságuk romba dől, és Hani minden segítséget és védelmet megvon tőle. Ferris így hazautazásra kényszerül egy időre, ám folytatja a vadászatot Al-Saleem ellen, és noha már csak a CIA-ra számíthat, újabb tervet eszel ki a terrorista vezér lebuktatására. Vissza is tér a Közel-Keletre, és minden jól is megy, amíg a helyi lányt, akivel találkozgatni kezdett, egy ifjú iráni ápolónőt el nem rabolják. Ferris azonnal belátja, hogy mindhiába most a technika, Hoffman ezúttal nem sokat tehet, így kemény döntésre szánja el magát – és hatalmas fájdalmak árán tanulja meg, hogy itt a sivatagban érdemleges segítséget valóban egyedül csak Hani jelenthet a számára.

## Szereplők
| Színész             | Karakter       | Leírás                                                            | Szinkron          |
| ------------------- | -------------- | ----------------------------------------------------------------- | ----------------- |
| Leonardo DiCaprio   | Roger Ferris   | Hírszerző tiszt – a CIA Jordániába küldött titkosügynöke          | Hevér Gábor       |
| Russell Crowe       | Ed Hoffman     | Ferris amerika főnöke – a Langley-i Hírszerzőiroda (CIA) feje     | Kőszegi Ákos      |
| Mark Strong         | Hani Salaam    | A Jordán Titkosszolgálat (Muhabarat) vezetője                     | Széles Tamás      |
| Golshifteh Farahani | Aisha          | Iráni ápolónő Jordániában – Ferris szerelmi érdeklődésének tárgya | Pálmai Anna       |
| Oscar Isaac         | Bassam Samaraj | Iraki ügynök – Ferris társa Irakban                               | Janicsek Péter    |
| Ali Suliman         | Omar Sadiki    | Jordán építészi vállalkozó                                        | Kardos Róbert     |
| Alon Aboutboul      | Al-Saleem      | Az al-Kaida terroristavezére – a CIA és a Muhabarat célpontja     | Varga Tamás       |
| Kais Nashif         | Mustafa Karami | Hani Salaam al-Kaidába beépített kettősügynöke                    | (eredeti nyelven) |

### Érdekességek a stábról
- Leonardo DiCaprio: barna kontakt lencsét viselt a forgatáson és feketére festette a haját a szerep kedvéért.[5]Leonardo DiCaprio a film londoni premierjén

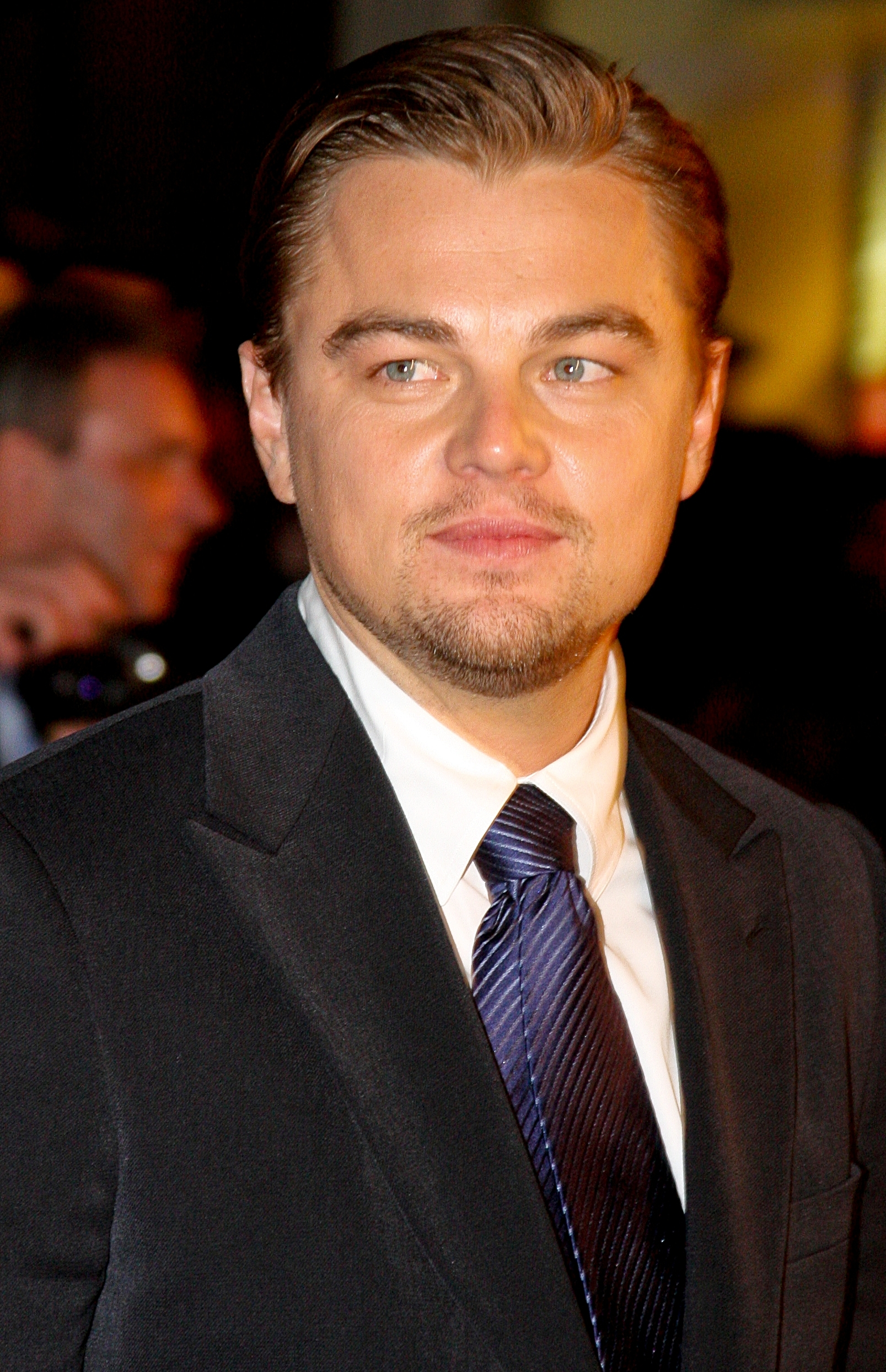
Leonardo DiCaprio a film londoni premierjén

  - Azért vállalta el a szerepet, mert a filmet az 1970-es évek olyan alkotásaihoz való visszatérésként értékeli, mint A Parallax-terv és A Keselyű három napja.[6]
  - A film képi világa és színei az erős kontrasztot hivatott hangsúlyozni az arab országok sivatagai és a bürokratikus Washington között: ezért a közel-keleti felvételeket aranyló és élénk színezetben, míg az Amerikában játszódó jeleneteket kék és szürkés árnyalatokban vették fel.[5]
  - Carice van Houten-nel noha felvették a jeleneteket, melyekben Ferris feleségét, Gretchent alakította, ám a végleges verzióba egyik sem került bele – csupán a forgatókönyv utal a karakterre, néhány párbeszéd Ferris és ügyvédje, valamint a férfi és Aisha között.[5]
- Mark Strong: két 2005-ös filmjében, a Szirianában és az Twist Olivérben nyújtott alakításának tulajdonítja, hogy megkapta a szerepet.[7]
  - Az öltönyöket, melyet a színész viselt a film jeleneteiben, a Huntsman szabóság varrta eredetileg egy arab milliárdos számára, aki már ki is fizette őket, ám még az elkészültük előtt elhalálozott. Némely öltönyt arany gombbal rendelt meg, és az áruk £10,000-nál kezdődött. Strong egy interjúban azt nyilatkozta, úgy érezte magát a drága öltönyökben, mintha egy „sétáló egymillió dollár” lenne – különösen Marokkóban.[8][9]
  - Először visszautasította a szerepet, mivel a forgatás kezdete túl közel esett második kisfia születésének időpontjához. Végül felesége beszélte rá, hogy vállalja el, a rendező Ridley Scott pedig úgy alakította a beosztást, hogy a színész végül mindkét helyen jelen lehetett.[10]
  - Mark Strong alakítását elismerő ováció fogadta a kritikusok részéről – egyhangúlag kiemelkedőnek és lenyűgözőnek találták,[11] ellenben DiCaprio valamint Crowe játékával, melyeket nemigen fogadtak elismerő szavak.[12][13][14] A The Independent Critic így fogalmazott: "Strong szinte ellopja a showt mind DiCaprio és Crowe elől".[15] A színész azonban háláját fejezte ki egy, a The Performance-nek adott interjújában a sztárnak, amiért is DiCaprio mindezt hagyta, mivel szerinte könnyedén uralhatta volna inkább ő a vásznat, ha akarja: "Leo fantasztikus volt, mert a karakterem sikere vagy bukása a tőle kapott tiszteleten múlott – mindaz, hogy [Hani] valóban befolyásos, valóban veszélyes és valóban szükséges. Simán magához ragadhatta volna az irányítást és mondhatta volna, hogy >>Hé, itt az én karakterem a főszereplő, ennek róla kell szólnia!<< De Leo, hibátlan színész lévén, átengedte nekem az irányítást.[10]
- Russel Crowe: közel 15 kilót szedett fel a szerep kedvéért.[16]
  - Elmondta, mivel a film az amerikai kormányt és külpolitikáját vizsgálja, „Nem hiszem, hogy túl népszerű lesz, de ez sosem volt szempont munkáim elvállalásánál.”[17]
  - Russell Crowe, Oscar Isaac, Mark Strong és Simon McBurney mind együtt szerepeltek a rendező, Ridley Scott következő filmjében 2010-ben, a Robin Hood-ban.[5]
- Golshifteh Farahani: a színésznőnek ez volt az első komoly debütálása egy neves amerikai filmben.[5]
  - Szerepével ő lett az első iráni színész, aki egy jelentős amerikai produkcióban szerepelhetett.[18]
  - Karaktere komoly nemtetszést váltott ki az iráni kormány köreiben, mivel hidzsáb nélkül mutatkozott több jelenetben. A szerepét követően egy időre megtiltották neki, hogy elhagyja az országot,[18][19] és mivel Franciaországban később ruha nélkül pózolt egy magazinnak (protestálásként az arab nők öltözködését érintő iszlám korlátozások ellen), a kormánya közölte: többé már nem szívesen látott Iránban.[20]

## A film készítése
2006 márciusában a Warner Bros. felkérte William Monahan forgatókönyvírót az akkor még Penetration címen futó David Ignatius-regény adaptálására, Ridley Scott rendezése alatt. 2007 áprilisában mind a könyv, mind a filmterv új címet kapott (Body of Lies), Leonardo DiCaprio pedig leszerződött a főszerepre. Ezt követően Russell Crowe-t környékezték meg egy mellékszereppel, amit hivatalosan azután fogadott el, hogy Steven Zaillian simításokat eszközölt Monahan szkriptjén; Zaillian az Amerikai gengszteren dolgozott együtt Crowe-val és Scottal ezt megelőzően.
A forgatás 2007. szeptember 5-én kezdődött meg a washingtoni Eastern Marketon. A Capitol Hill-i környéket úgy alakították át, hogy a téli Amszterdamra emlékeztessen, s itt egy tíz-tizenöt másodperces autórobbanást rögzítettek. Virginia északi területeit a filmben a marylandi Mayo helyettesítette, míg a manchesteri és a müncheni jelenetek Baltimore-ban forogtak. Ezután a stáb Marokkóba utazott, ahol kilenc héten át folyt a munka az Ouarzazate városában található CLA Studios műtermeiben. A forgatás 2007 decemberében ért véget.

### Filmzene
A film kísérőzenéjét Marc Streitenfeld szerezte, akinek ez a harmadik együttműködése Ridley Scott rendezővel. A zenekari felvételek az Eastwood Scoring Stage-en zajlottak a Warner Brothers Studios-ban. A film stáblistája alatt a Guns N’ Roses „If The World” című száma szól, ami a hosszú előkészületek után, 2008 novemberében megjelent Chinese Democracy című stúdióalbumról való. A hivatalos soundtracken ez a dal nem szerepel.

## Forgatási helyszínek
A munkálatok Washingtonban és Marokkóban zajlottak. Scott szeretett volna Dubajban is forgatni, azonban az Egyesült Arab Emírségek Nemzeti Médiatanácsa megtagadta tőle az engedélyt a forgatókönyv politikailag érzékeny természete miatt. Így a Közel-Keleten játszódó jeleneteket Marokkóban vették fel.

## Megjelenése
A magyarországi bemutató 2008. november 27-én volt.
A Hazugságok hálója észak-amerikai premierje 2008. október 5-én volt New York Cityben, majd világszerte október–november folyamán került a mozikba, néhány országgal, köztük Japánnal zárva a sort decemberben. A tévés sugárzás jogait a Turner Broadcasting System vásárolta meg a TBS és a Turner Network Television csatornák számára. A filmet a Warner Home Video 2009. február 17-én jelentette meg DVD-n és BD-n az 1-es régióban.

## Fogadtatás

### Kritika
Ridley Scott rendezése, valamint a film látványvilága és hitelessége elismerő dicséretet nyert a kritikusoktól, ám a történetmesélést és a kémfilmek gyakori kliséinek használatát nemtetszéssel fogadták (mint például a nagy magasságú kém repülőgépek szemszögéből való felvételeket).
A három főszereplő közül egyedül Mark Strong alakítása nyűgözte le igazán a kritikusokat: egyhangúlag kiemelkedőnek találták (a The Guradian egyenesen a film "megmentőjének" nevezte Strong színészi játékát), ellenben DiCaprio valamint Crowe teljesítményével, melyeket nem fogadtak dicsérő szavakkal a kritikusok. Habár a The Independent Critic úgy fogalmazott, hogy "a meglehetősen kiszámítható történet ellenére a film sikeresen teljesít Dicaprio erős játéka, Crowe szolid nüánszai valamint Strong intelligensen fegyelmezett performanszának hála", a kritikus azonban dicsérően megjegyezte, hogy Strong "szinte ellopja a showt mind DiCaprio és Crowe elől".
Bár a Warner Bros. csalódott volt a film nyitóbevételeivel, a film a maga műfajában mégis lényegesen nagyobb elismerésnek örvendett a nézők részéről (IMDb-n 10-es skálán 7-es felett van az átlagértékelése), és messze jobban teljesített a kasszáknál, mint a többi terrorellenes háborús filmmű előtte, mint például a Tommy Lee Jones főszereplésével készült Elah völgyében és a Tom Cruise valamint Meryl Streep főszereplésével operáló Gyávák és Hősök, mely filmek jóval a várt alatt teljesítettek a jegypénztáraknál. A The Independent Critic ezt meg is jósolta: "Talán ez lesz végre az első korunk politikai érájában játszódó akcióthriller, ami végre tarol a kasszáknál."

### Bevétel
Észak-Amerika határain kívül a film lényegesen nagyobb sikernek örvendett: Ausztráliában az első, az Egyesült Királyságban pedig a második helyen végzett a nyitó hétvégi valamint a bevételi listákon. Noha Észak-Amerikában a film mindössze 40 millió dolláros bevételt produkált, az összbevétele világszerte meghaladta a 115-118 millió dollárt.

## Könyv vs. film
| Könyv | Forgatókönyv |
| --- | --- |
| A terrorista vezér álneve Szulejmán, az al-Kaidán belül pedig Raouf. Valódi neve: Karim al-Samsz.                                                                                           | A filmben a fedőneve Al-Saleem, valódi nevén és származásán nem változtattak. |
| A könyv végén kiderül Ferrisről, hogy nagyapja arab volt – Hani végig sejti, hogy arab vér csörgedezik az ügynök ereiben.                                                                   | A filmben csupán viccként említi meg Hani Ferrisről, hogy „bizonyos értelemben arab”, mindössze amiért már évek óta a Közel-Keleten él és folyékonyan beszéli a nyelvet. |
| Hani a foglyait a „Kék Hotel” névű földalatti vallató helyiségben hallgatja ki – itt ismeri fel (Roger füle hallatára), hogy Hoffman és Ferris átverték.                                    | Ferrist Hani egy városszéli szeméttelepre viteti egy éjszaka, miután rájön, hogy az ügynök helyi társa Hoffman parancsára megpróbált neki keresztbe tenni – itt közli Ferrisszel, hogy megvon tőle minden segítséget. |
| Ferris szerelme egy nyugati szőke szépség, Alice Melville, aki egy palesztin menekülttáborban dolgozik. Gyakran alszanak egymásnál, töltenek időt kettesben – majd a végén összeházasodnak. | A forgatókönyv szerint egy helyi iráni lány tetszik meg neki, aki kórházi ápolónő, ám munka után a palesztin menekülttáborban segédkezik. A helyi szokások nehezebbé teszik számukra a randevúzást – a film így egy pluszként bemutatja azt is, milyen nehézségekbe ütközik két különböző kultúrából származó ember szerelme a Közel-Keleten. |
| A regényben az ál-terrorszervezet felépítésére Ferris és Hoffman egy a CIA berkein belül is titkos csapattal dolgozik együtt.                                                               | Az filmben Ferrisnek mindössze egy hecker segít az egész álakció kivitelezésében. |
| A könyvben Omar Sadikit Hani évek óta figyelteti, felhasználja, és tud a valóban létező al-Kaida kapcsolatairól is.                                                                         | Omar Sadiki egy teljesen ártatlan építési vállalkozó a filmben, az imacsoportja nem terrorszervezet. |
| A könyvben Alice-t télen rabolják el. | A filmben Ferrist a forró hőségben teszik ki a sivatagban, hogy kicseréljék az elrabolt Aishára. |
| Hani Mustafa Karamit egy berlini kis lakásban szervezi be Al-Saleem terrorszervezetébe. | A forgatókönyv szerint Karami beszervezésére a sivatag közepén kerül sor. |
| A regényben már az elején megölik Karamit – Hani egy egészen kiépített hálózat segítségével tudja csak bebiztosítani, hogy a végén időben Ferris segítségére siethessen.                    | A film csúcspontján Hani az al-Kaidához beépített Mustafa Karami segítségével találja meg még épp időben a foglyul ejtett Ferris ügynököt. |